# Xallıcalı
Xallıcalı è un comune dell'Azerbaigian situato nel distretto di Masallı. Conta una popolazione di 738 abitanti.